# Motrice Pia
El Motrice Pia era un vehículo de tres ruedas (una bicicleta con un remolque posterior), introducido por el ingeniero italiano Enrico Bernardi. Es considerado en algunas fuentes como la primera motocicleta. El año exacto de su invención depende de cuál de los hitos siguientes se tome en cuenta: la demostración de un motor de gasolina en 1882–1884 (primero utilizado para accionar una máquina de coser); la aplicación del motor al triciclo de un niño en 1884; la aplicación de este motor a un triciclo motorizado (o carreta baja) en 1893; o la instalación del motor detrás de una bicicleta en un remolque de una rueda con transmisión por cadena, creando una "motocicleta" en 1894.

## Especificaciones
Las especificaciones en la ficha que acompaña el artículo proceden del Museo Nicolis, y se refieren al triciclo de 1884.